# BAE Sea Harrier
British Aerospace Sea Harrier je námořní STOVL (Short Take-Off and Vertical Landing – letadlo s krátkým vzletem a vertikálním přistáním) / VTOL (Vertical Take-Off and Landing – letadlo s vertikálním vzletem a přistáním) proudový stíhací, průzkumný a útočný letoun vyvinutý z letounu Hawker Siddeley Harrier. Letoun vstoupil do služby u britského královského námořnictva (Royal Navy) v dubnu 1980 pod označením Sea Harrier FRS.1 a stal se neformálně známým pod přezdívkou „Shar“. Jejich zvláštností bylo, že i když v té době bylo již naprosto samozřejmé, že námořní i pozemní letouny k vybojování vzdušné nadvlády dosahovaly nadzvukových rychlostí, letoun byl podzvukový, přestože jeho hlavním úkolem bylo bránit letadlové lodě Royal Navy.
Sea Harriery sloužily ve válce o Falklandské ostrovy, v obou válkách v Perském zálivu a během intervence NATO v konfliktu v Bosně a Hercegovině. Ve všech případech operovaly většinou z letadlových lodí, které se nacházely mimo válečnou zónu. Jejich použití na Falklandách ukázalo jejich nadřazenost a vysokou užitečnost, když se ocitly v roli jediného letounu schopného chránit britský expediční svaz. Letouny Sea Harrier sestřelily 20 nepřátelských letounů, přičemž ztratily jen dva stroje palbou ze země. Byly také použity k útokům na pozemní cíle stejným způsobem jako Harriery používané královským letectvem (Royal Air Force).
Sea Harriery byly také určeny pro obchod, ale úspěšně byly prodány jen v roce 1983 do Indie, protože z plánovaného obchodu s Argentinou a Austrálií nakonec sešlo. Druhou, vylepšenou verzí pro Royal Navy postavenou v roce 1993, byl Sea Harrier FA2. Měl lepší schopnosti ve vzdušném boji, mohl nést další zbraně a měl i výkonnější motor. Tato verze byla vyráběna až do roku 1998. Letoun byl stažen ze služby u královského námořnictva v březnu 2006 a byl na krátkou dobu nahrazen letouny Harrier GR9. V budoucnu by měl roli palubního stíhače zastávat letoun Lockheed Martin F-35 Lightning II. Sea Harriery sloužily až do května 2016 u indického námořnictva, ačkoliv i zde mají být nahrazeny letouny MiG-29K. I když byly vyřazeny z aktivní služby u Royal Navy, jsou i nadále používány k výcviku palubních posádek u School of Flight Deck Operations.

## Vývoj
V poválečné éře se začalo královské námořnictvo zmenšovat v souvislosti s rozpadem britské říše v zámoří a se vznikem Britského společenství národů. V roce 1960 byla vyřazena poslední bitevní loď HMS Vanguard, přičemž sloužila méně než 15 let. Snad největším příkladem nového trendu šetření v námořnictvu bylo zrušení plánované třídy velkých letadlových lodí CVA-01 pro královské námořnictvo v roce 1966, což zřejmě souviselo s odklonem námořnictva od letadel s pevnými křídly po 2. světové válce. Během tohoto období se v Royal Navy objevily požadavky na letoun s vertikálním nebo krátkým vzletem a vertikálním přistáním (V/STOL), který by nahradil letouny de Havilland Sea Vixen. Po prvních zkouškách letounů V/STOL došlo k přistání letounu Hawker Siddeley P.1127 na HMS Ark Royal v roce 1963.
Další koncept budoucnosti námořního letectví se objevil na počátku 70. let 20. století, kdy byla plánována nová třída křižníků s letovou palubou. Plavidla byla velmi opatrně a politicky obezřetně označována za křižníky a úmyslně se vyhýbalo termínu „letadlová loď“, aby byla větší naděje na jejich financování v politicky nepřátelském ovzduší, kdy panovala značná nevole financovat drahé mateřské letadlové lodě. Tato plavidla byla podstatně menší než původní projekt letadlové lodi CVA-01. Tyto lodě byly nakonec objednány v roce 1973 jako třída Invincible a jsou v současné době označovány jako letadlové lodě. Téměř okamžitě byl během jejich stavby k 170 m dlouhé palubě přidán „odrazový můstek“, který lodím umožnil účinně provozovat malé množství V/STOL proudových letounů. Letoun Hawker Siddeley Harrier GR1 vstoupil do služby u RAF v dubnu 1969. Hawker Siddeley vyvinul následně i navalizovanou variantu pro nové lodě, která dostala označení Sea Harrier. V roce 1975 královské námořnictvo objednalo 24 letounů Sea Harrier FRS1 (Fighter – stíhací, Reconnaissance – průzkumný, Strike – úderný), přičemž první poprvé vzlétl v roce 1978. Během té doby se společnost Hawker Siddeley stala součástí společnosti British Aerospace při znárodnění v roce 1977. V době kdy prototyp Sea Harrieru vzlétnul v Dunsfoldu (poprvé 20. srpna 1978), byla objednávka zvýšena na 34 letounů. Sea Harriery byly prohlášeny za operačně způsobilé v roce 1981 na palubě první lodi třídy Invincible, kterou byla letadlová loď HMS Invincible a další se připojily v tom samém roce na palubě letadlové lodi HMS Hermes.
Vzhledem k jejich klíčové roli při válce na Falklandách, bylo učiněno v roce 1984 rozhodnutí vylepšit letouny na základě získaných zkušeností na verzi FRS.2 (později známé jako FA2). První létající prototyp byl dodán v září 1988 a v prosinci téhož roku byl podepsán kontrakt na úpravu dalších 29 strojů. V roce 1990 královské námořnictvo objednalo výrobu 18 nových strojů FA2, s cenou kolem 12 miliónů liber za kus, čtyři další vylepšené letouny byly objednány v roce 1994. První letoun byl dodán 2. dubna 1993.

## Popis

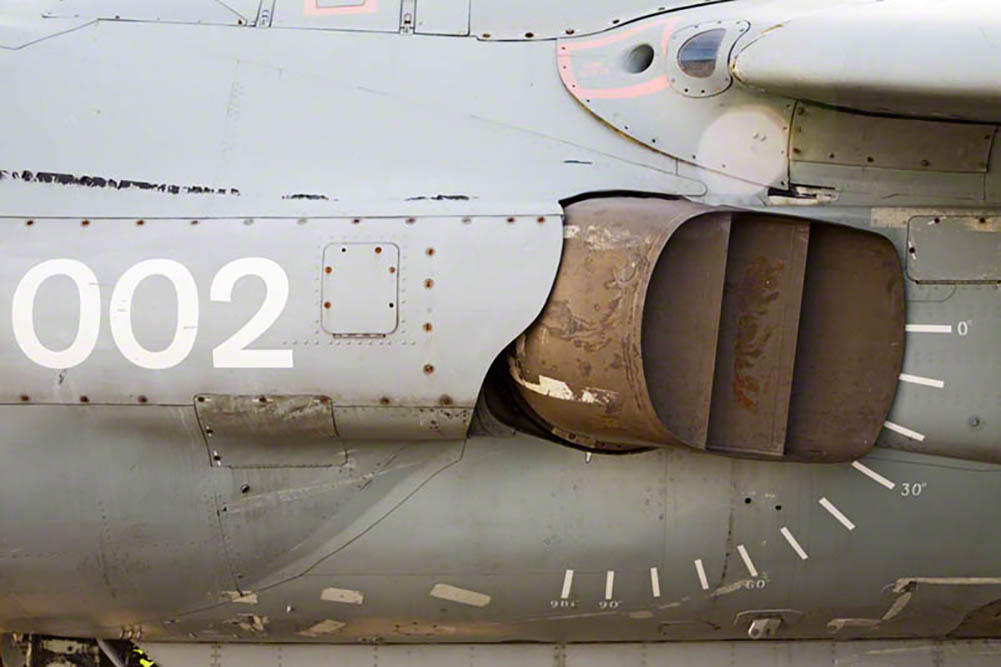
Vektorová tryska letounu Sea Harrier FA2 ZA195 (vylepšený) – odlišující rys letounů s kolmým startem

Umístění čtveřice trysek na letounu.

Sea Harrier je podzvukové letadlo navržené k provádění leteckých úderů, průzkumu a stíhání nepřátelských letounů. Pohon zajišťuje jeden dvouproudový motor Rolls-Royce Pegasus s dvojicí vstupů vzduchu a čtveřicí polohovatelných trysek. Podvozek letounu tvoří dvě hlavní podvozkové nohy umístěné za sebou v trupu a dvě vnější přistávací kolečka na křídlech. Sea Harrier je vybaven čtyřmi závěsy na křídlech a třemi závěsy pod trupem k nesení zbraní a přídavných palivových nádrží. Použití „odrazového můstku“ umožňuje letounům vzlétnout s větším nákladem z krátké letové paluby, ačkoliv toho lze dosáhnout i klasickým startem z běžného letiště bez použití polohovatelných trysek.
Sea Harrier byl z větší části založen na letounu Harrier GR3, ale má zvětšený kokpit s bublinovým překrytem pro zlepšení výhledu a zvětšenou přední část trupu pro umístění radaru Ferranti Blue Fox. Na některé části byly použity korozivzdorné slitiny nebo byly opatřeny antikorozní úpravou, aby lépe vzdorovaly mořskému prostředí. Po válce na Falklandských ostrovech byly Sea Harriery vybaveny novými protilodními střelami Sea Eagle.
Novější Sea Harrier FA2 byl vybaven radarem Blue Vixen, který byl popisován jako jeden z nejpokročilejších pulzních dopplerovských radarů na světě, původní radar Blue Fox byl občas kritizován pro nízký výkon. Radar Blue Vixen posloužil jako základ pro vývoj radaru CAPTOR používaného na letounech Eurofighter Typhoon. Sea Harrier FA2 mohl také nést střely vzduch-vzduch AIM-120 AMRAAM jako první britské letadlo s touto schopností. Letouny Sea Harrier FA2 navíc dostaly i vylepšený motor Pegasus Mk 106 a prostředky pro elektronické rušení vzhledem k rozvoji radarem naváděných protileteckých střel. Další vylepšení zahrnovaly zvětšení počtu nesených střel vzduch-vzduch, radar pro snímání směrem dolů, zvětšený dolet a vylepšené displeje v kokpitu.
V kokpitu letounu byla umístěna klasická středová řídicí páka a ovládání plynu na levé straně. K běžným řídícím přístrojům byla přidána i páka pro ovládání čtveřice polohovatelných trysek. Při poloze páky vpřed míří trysky dozadu pro vodorovný let a při poloze páky vzad míří trysky dolů pro svislý start nebo přistání. Užitečnost schopnosti svislého přistání byla demonstrována při incidentu 6. června 1983, kdy podporučík Ian Watson ztratil kontakt s letadlovou lodí HMS Illustrious a přistál se svým Sea Harrierem ZA176 na palubě španělské nákladní lodi Alraigo.
V roce 2005, ačkoliv bylo již naplánováno jejich vyřazení, byly Sea Harriery vybaveny systémem „Autoland“, který umožňuje letounu provést bezpečné svislé přistání bez jakéhokoliv zásahu pilota. Navzdory přirozenému houpání lodi na moři systém v květnu 2005 dokázal úspěšně přistát na letadlové lodi.

## Operační historie

### Royal Navy

#### Vstup do služby
První tři vyrobené stroje byly vývojové a byly používány k čistě zkušebním účelům. První sériový letoun byl dodán na leteckou základnu královského námořnictva Yeovilton v roce 1979 ke zkouškám u Intensive Flying Trials Unit (také známá jako 700. námořní letecká peruť). První operační peruť vyzbrojená těmito letouny vznikla v březnu 1980. Stala se jí 800. Námořní letecká peruť na letadlové lodi HMS Invincible, která byla následně přemístěna na letadlovou loď HMS Hermes. V lednu 1981 byla zformována druhá jednotka, kterou byla 801. námořní letecká peruť, působící na letadlové lodi HMS Invincible.

#### Falklandská válka

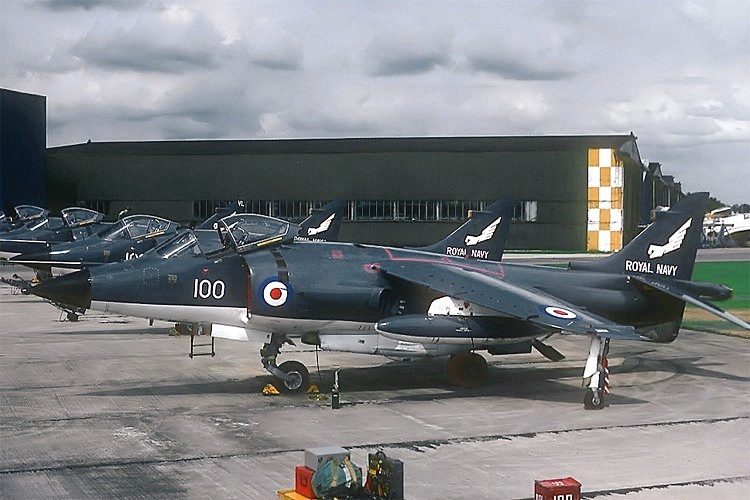
Sea Harriery na letecké základně královského námořnictva Yeovilton v kamufláži používané před konfliktem na Falklandách.

Sea Harriery se zúčastnily Falklandské války v roce 1982, přičemž létaly z letadlových lodí HMS Invincible a HMS Hermes. Hlavním úkolem Sea Harrierů byla obrana proti nepřátelským letadlům. Druhořadým úkolem byly útoky na pozemní cíle. Letouny RAF Harrier GR3 prováděly hlavně útoky na pozemní cíle. Celkem se bojů zúčastnilo 28 Sea Harrierů a 14 Harrierů GR3. Sea Harriery sestřelily 20 argentinských letounů, přičemž neutrpěly žádné ztráty ve vzdušných soubojích. Dva Sea Harriery byly však ztraceny palbou ze země a další čtyři při nehodách. Z celkového počtu argentinských ztrát letadel bylo 28% způsobeno palbou Sea Harrierů.
K selhání argentinských stíhačů přispělo několik faktorů. Ačkoliv argentinské letouny Mirage III a Dagger byly mnohem rychlejší, Sea Harriery byly mnohem obratnější. Také taktika zvaná „Viff“ (Vectored in Forward Flight), která využívala trysky, které jsou běžně používány pro svislý start, pro brzdění nebo změnu směru letu, se prokázala jako velice užitečná ve vzdušných soubojích, ačkoliv nejméně jeden důvěryhodný zdroj uvádí, že tato taktika nebyla během války na Falklandách používána. Navíc Harriery používaly nejnovější střely AIM-9L Sidewinder a radar Blue Fox. Britští piloti měli také mnohem lepší výcvik. Jednou z věcí, které si všimli u argentinských pilotů, bylo, že občas vypustili své zbraně ve chvíli, kdy zbraň byla mimo své provozní parametry – nemohla tedy efektivně zasáhnout svůj cíl. Argentinské Mirage také občas raději odhodily své přídavné nádrže a zamířily pryč od Sea Harrierů. To později vedlo ke snížení jejich schopnosti bojovat s Brity kvůli nedostatku přídavných palivových nádrží, což zmenšovalo jejich dolet.

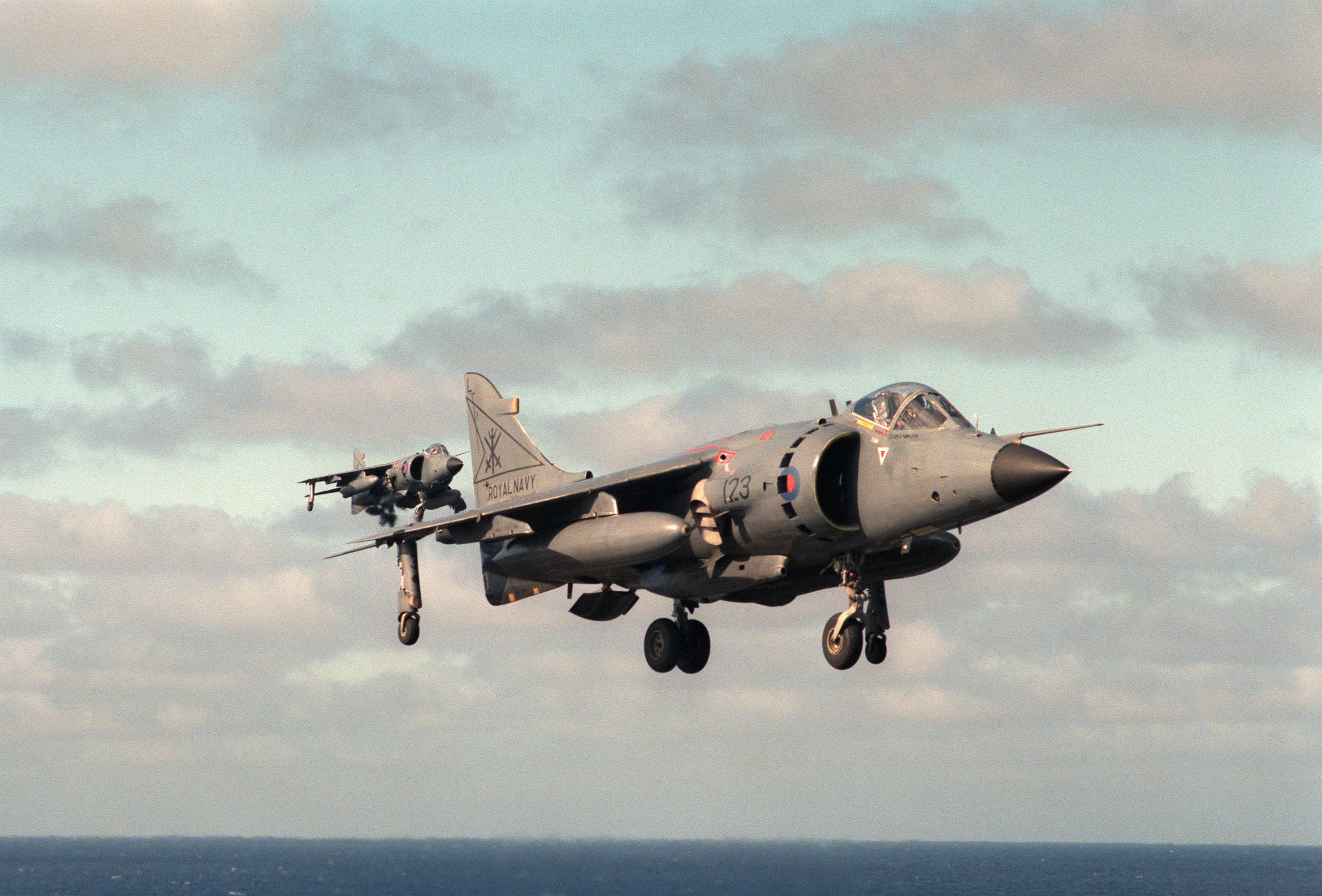
Sea Harrier FRS1 z letadlové lodi HMS Illustrious patřící k 800. Námořní letecké peruti v kamufláži používané po konfliktu na Falklandách.

Britské letouny byly řízeny přímo z válečných lodí v zálivu San Carlos, což byla určitá nevýhoda, protože blízkost ostrovů měla vliv na účinnost radarů. Rozdíly v taktice a výcviku mezi 800. a 801. perutí se staly terčem kritiky, jelikož se uvádělo, že ztráty britských lodí mohly být nižší, kdyby byly Sea Harriery z lodi Hermes využívány efektivněji.
Letouny na obou stranách však musely létat v nepříznivých podmínkách. Argentinské letouny byly nuceny operovat z pevniny, protože letiště na Falklandách byly vhodné jen pro vrtulové transportní letouny. Navíc hrozba zničení letiště v Port Stanley britskými bombardéry Avro Vulcan podpořila rozhodnutí argentinské strany létat z pevninských letišť. Navíc většina argentinských letounů nemohla doplňovat palivo za letu, což je nutilo působit na samé hranici jejich doletu. Sea Harriery měly však také omezený dolet vzhledem k rozhodnutí umístit britské letadlové lodi mimo dosah argentinských střel Exocet a vzhledem k celkovému rozptýlení flotily. Výsledkem bylo, že argentinské letouny měly nad ostrovy jen kolem 5 minut k vyhledání a zaútočení na cíl. Zatímco Sea Harriery mohly čekat až 30 minut na příletových trasách argentinských strojů, kde mohly hlídkovat a pak ještě dalších 30 minut poskytovat vzdušné krytí vlastním silám.
Sea Harriery byly oproti letuschopným argentinským letounům v menšině a příležitostně byly odlákány pryč díky aktivitám Escuadrón Fénix, která používala civilní proudové letouny k odlákání Sea Harrierů od ostrovů. Největší nevýhodou však bylo, že britské letouny musely létat bez systému včasné výstrahy, jako jsou například letouny AWACS. Avšak, dnes už je známo, že Chile poskytovalo invazní flotile časné radarové varování o argentinských letounech. Výsledkem bylo, že Sea Harriery nebyly schopny vybojovat neprostou vzdušnou nadvládu nad ostrovy a zabránit argentinským denním i nočním útokům, ani nedokázaly úplně zastavit noční zásobovací lety argentinských letounů Lockheed C-130 Hercules na ostrovy. Nakonec bylo během války ztraceno celkem 6 Sea Harrierů, a to jak nepřátelskou palbou (2 letouny), tak i při nehodách a mechanických závadách (4 letouny). Celkové ztráty Harrierů a Sea Harrierů na útočných operacích tak dosáhly 2,3%.

#### Operace v 90. letech 20. století

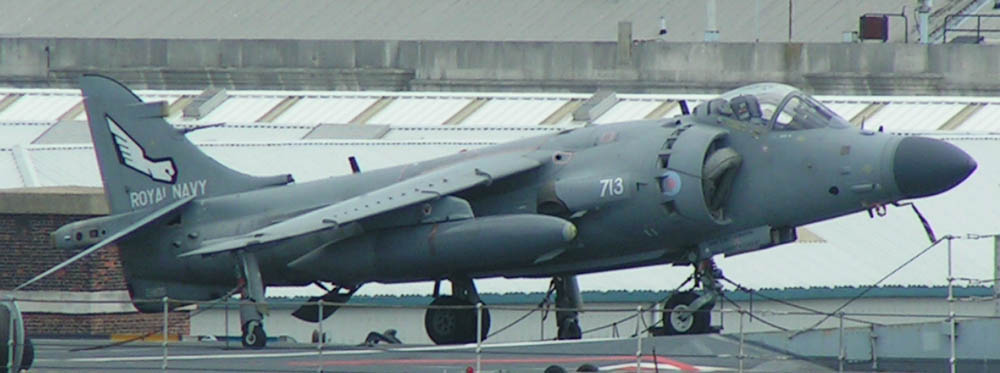
British Aerospace Sea Harrier FA2 na letové palubě HMS Invincible

Letouny Sea Harrier zažily ostrou akci znovu v letech 1992–1995 během konfliktu v Bosně a Hercegovině. Letouny startovaly proti srbským cílům a poskytovaly vzdušnou podporu mezinárodním silám včetně operací pod názvy Deny Flight a Rozhodná síla proti armádě Republiky srbské. 16. dubna 1994 byl Sea Harrier z 801. námořní letecké perutě z letadlové lodi HMS Ark Royal sestřelen střelou země-vzduch vypálenou armádou Republiky srbské, když se pokoušel bombardovat dva tanky bosenských Srbů. Pilot, poručík Nick Richardson, se katapultoval a přistál na území ovládaném přátelskými bosenskými muslimy.
Letouny byly použity znovu v roce 1999 během útoku NATO proti Jugoslávii v rámci operace Spojenecká síla, Letouny působily z lodi HMS Invincible, přičemž hlídkovaly ve vzdušném prostoru a držely jugoslávské MiGy na zemi. Byly také poslány v roce 2000 do Sierry Leone na palubě letadlové lodi HMS Illustrious jako součást konvoje, který měl zásobovat a posílit britské intervenční síly v oblasti.

#### Vyřazení

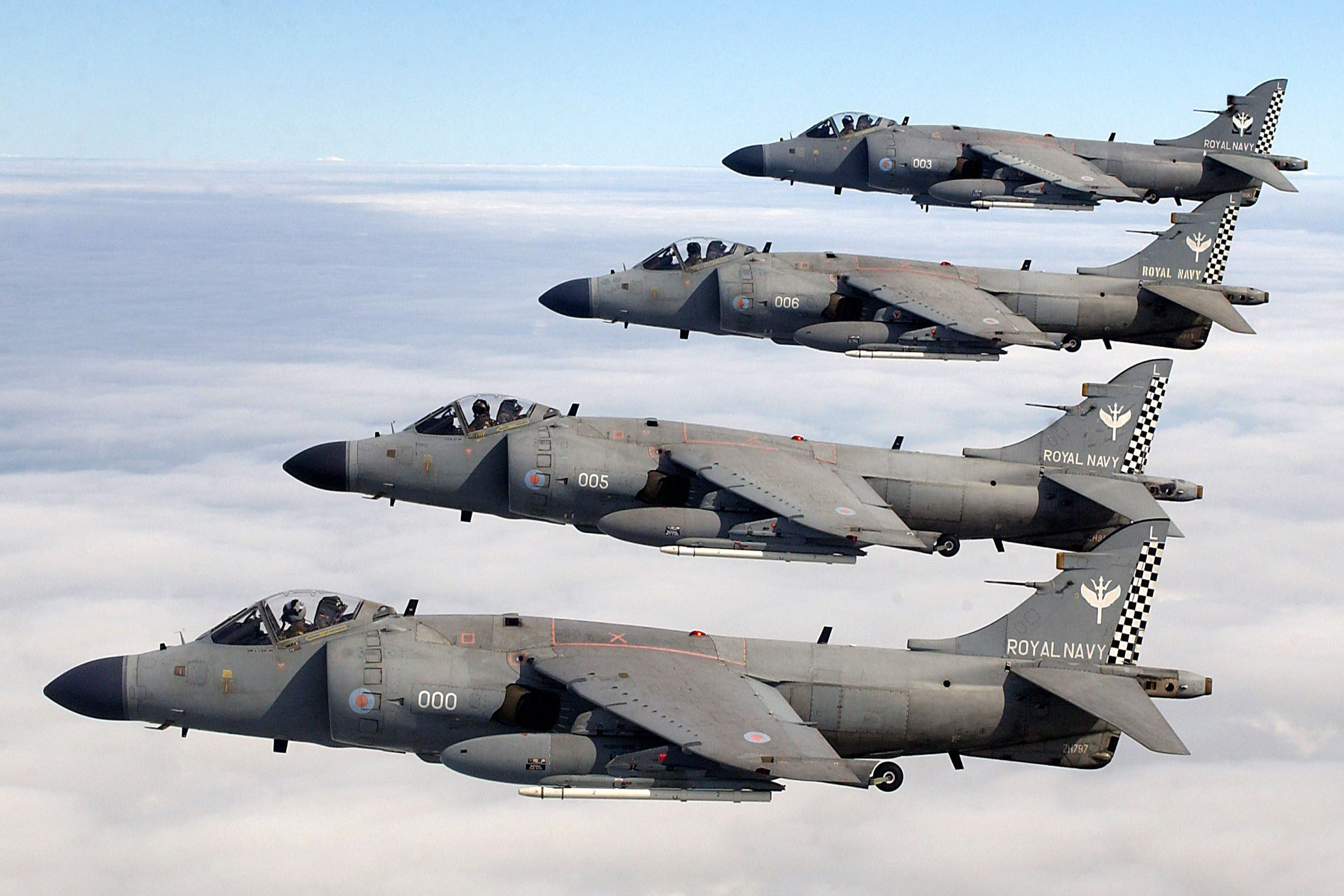
Sea Harriery FA2 Royal Navy za letu

Sea Harrier byl stažen ze služby u Royal Navy v roce 2006. Poslední letoun 801. námořní letecké perutě byl vyřazen 29. března 2006. Plán na vyřazení letounů byl oznámen britským ministerstvem obrany v roce 2002. Jejich nástupcem měl být letoun Lockheed Martin F-35 Lightning II, který měl být původně zařazen do služby v roce 2012. Ministerstvo obrany argumentovalo, že prodloužení životnosti o dalších 6 let do roku 2012 by si vyžádalo značné náklady. V březnu 2010 bylo zavedení letounů F-35 posunuto nejdříve na rok 2016, přičemž se jejich cena zdvojnásobila. Rozhodnutí vyřadit Sea Harriery tak brzy se stalo terčem kritiky některých důstojníků.
Obě verze Harrierů měly potíže s dostatečným výkonem motoru (Pegasus Mk 106 na letounech FA2 a Mk 105 na GR7) při provozu za vysokých teplot na Blízkém východě, což omezovalo jejich užitečné zatížení, aby bylo možné bezpečné svislé přistání na letadlové lodi. Přirozené řešení, instalace silnějších motorů Pegasus jako u letounů Harrier II, by však nebylo tak jednoduché a pravděpodobně by si vyžádalo velké náklady a hodně času. Navíc na rozdíl od pozemních Harrierů působily Sea Harriery v mnohem škodlivějším prostředí, přičemž velký vliv mělo korozivní prostředí slané mořské tříště působící na letouny. Určitý počet letounů byl předán výcvikovému středisku School of Flight Deck Operations na letecké základně Královského námořnictva Culdrose.
Fleet Air Arm královského námořnictva nadále sdílelo jiné složky tzv. Společných sil Harrierů (Joint Force Harrier). V roce 2006 obdrželo letouny Harrier GR7 a modernizované Harrier GR9, ale tyto letouny byly o několik let později předčasně vyřazeny díky rozpočtovým škrtům. Spojené království plánuje i nadále pořízení letounů F-35B, které budou působit z nové třídy letadlových lodí Royal Navy Queen Elizabeth.

### Indické námořnictvo

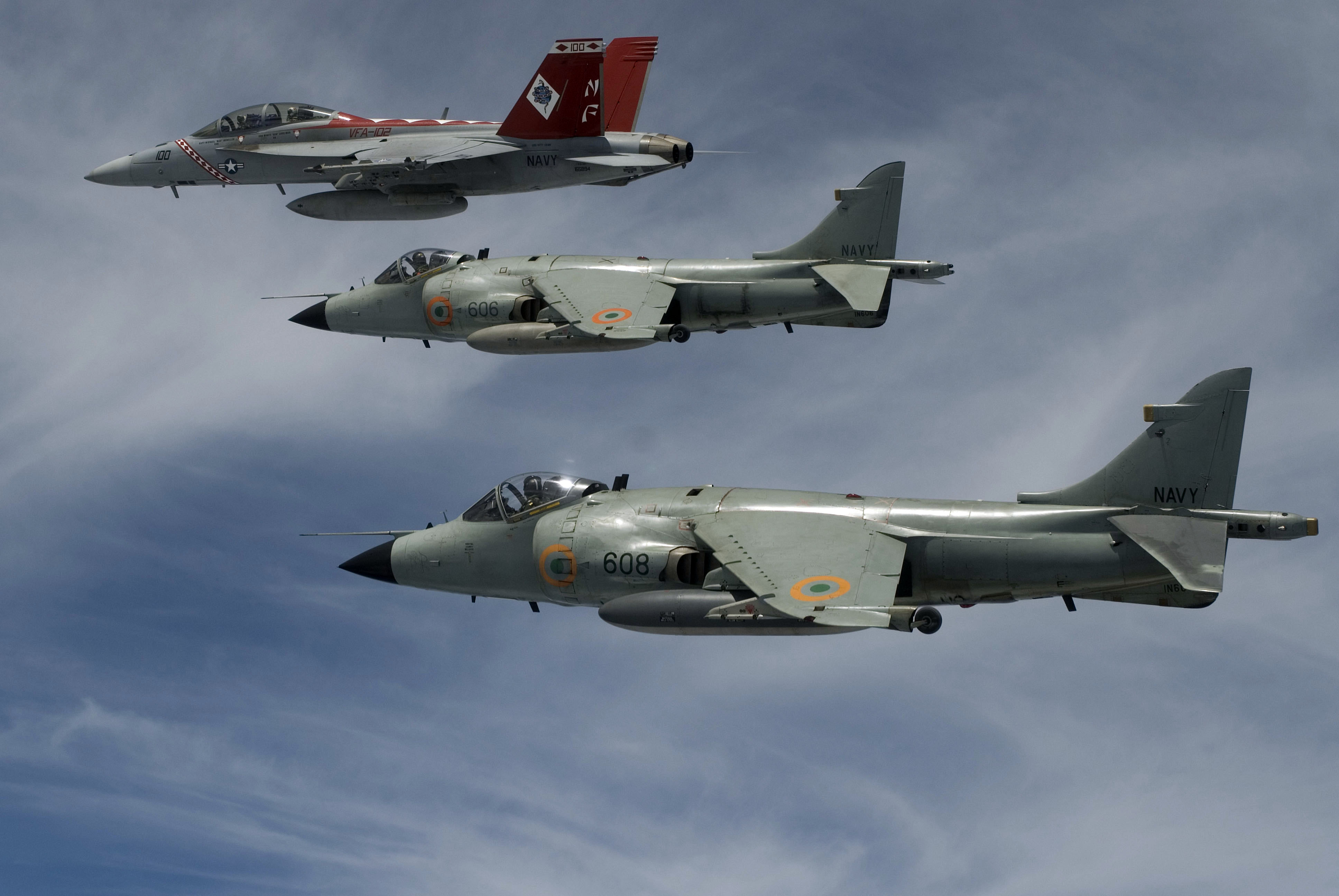
Indické Sea Harriery letí společně s letounem F/A-18F Super Hornet amerického námořnictva během společného cvičení Malabar 2007.

V roce 1977 schválila indická vláda plány na získání letounů Sea Harrier pro indické námořnictvo. Před tímto rozhodnutím kolovaly pověsti o potenciálním nákupu sovětských V/STOL letounů Jak-36. V roce 1979 Indie objednala prvních 6 letounů Sea Harrier, přičemž první tři dorazily na letiště Dabolim 16. prosince 1983. Další obchod na zakoupení dalších 10 letounů Sea Harrier byl uzavřen v listopadu 1985. Nakonec si Indie pořídila celkem 30 letounů – 25 pro bojové využití a 5 v dvojmístné verzi pro cvičné účely. Až do 90. let 20. století byla větší část pilotního výcviku prováděna v Británii kvůli omezené dostupnosti cvičných strojů.
Zavedení Sea Harrierů souviselo s vyřazením předchozích stíhacích palubních letounů indického námořnictva Hawker Sea Hawk, stejně tak jako s letadlovou lodí INS Vikrant (ex-HMS Hercules), která byla rozsáhle modernizována v letech 1987 až 1989. Indie provozovala Sea Harriery z letadlových lodí INS Vikrant a INS Viraat (ex-HMS Hermes). Sea Harriery mohou nést některé z moderních střel pro námořní operace jako jsou britské protilodní střely Sea Eagle a francouzské střely vzduch-vzduch Matra Magic. Další výzbroj zahrnuje neřízené rakety ráže 68 mm, pumy na ničení letišť, kazetové pumy a podvěšené kanóny ráže 30 mm.
Sea Harriery u indického námořního letectva postihla celá řada nehod, což způsobilo, že byla ztracena asi polovina všech letadel. Po pádu letounu v srpnu 2009 byly všechny Sea Harriery dočasně odstaveny z provozu do vyšetření nehody. Od začátku své služby v indickém námořnictvu zahynulo při 17 nehodách letounů Sea Harrier 7 indických pilotů, obvykle při rutinních letech.

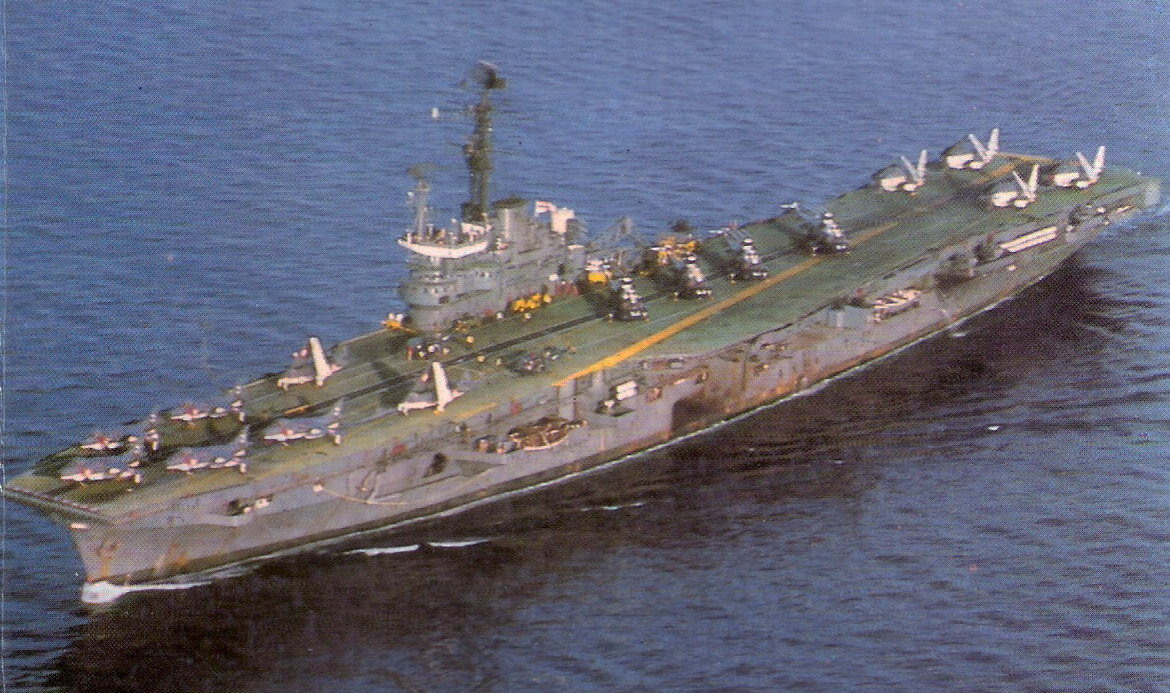
Indická letadlová loď INS Vikrant na počátku 80. let 20. století nesoucí letouny Sea Harrier, Sea Hawk, Alizé, a vrtulníky Alouette a Sea King

V roce 2006 projevilo indické námořnictvo zájem na zakoupení až osmi právě vyřazených britských Sea Harrierů, aby doplnilo stavy svých letounů. Předpokládalo se, že letouny nebudou mít radar Blue Vixen, radarový systém varování a schopnost nést střely AMRAAM. Také určitý software Spojených států by musel být odinstalován před jejich odesláním. V říjnu 2006 se nakonec ukázalo, že z dohody sešlo kvůli nákladům na rekonstrukci draků letounů.
Od roku 2006 zahájilo indické námořnictvo proces modernizace až 15 strojů Sea Harrier ve spolupráci s Izraelem, přičemž byl nainstalován radar Elta EL/M-2032 a schopnost nést střely vzduch-vzduch středního dosahu Rafael Derby. To umožnilo prodloužit životnost strojů, i když jejich počet se do roku 2009 snížil z původních 30 vlivem havárií až na 12. Indie plánuje do budoucna zavést větší letadlové lodě, z nichž budou moci působit ruské stroje MiG-29K, které mají Sea Harriery nahradit. Ze služby u námořního letectva Indie byly vyřazeny 11. května 2016.

## Varianty

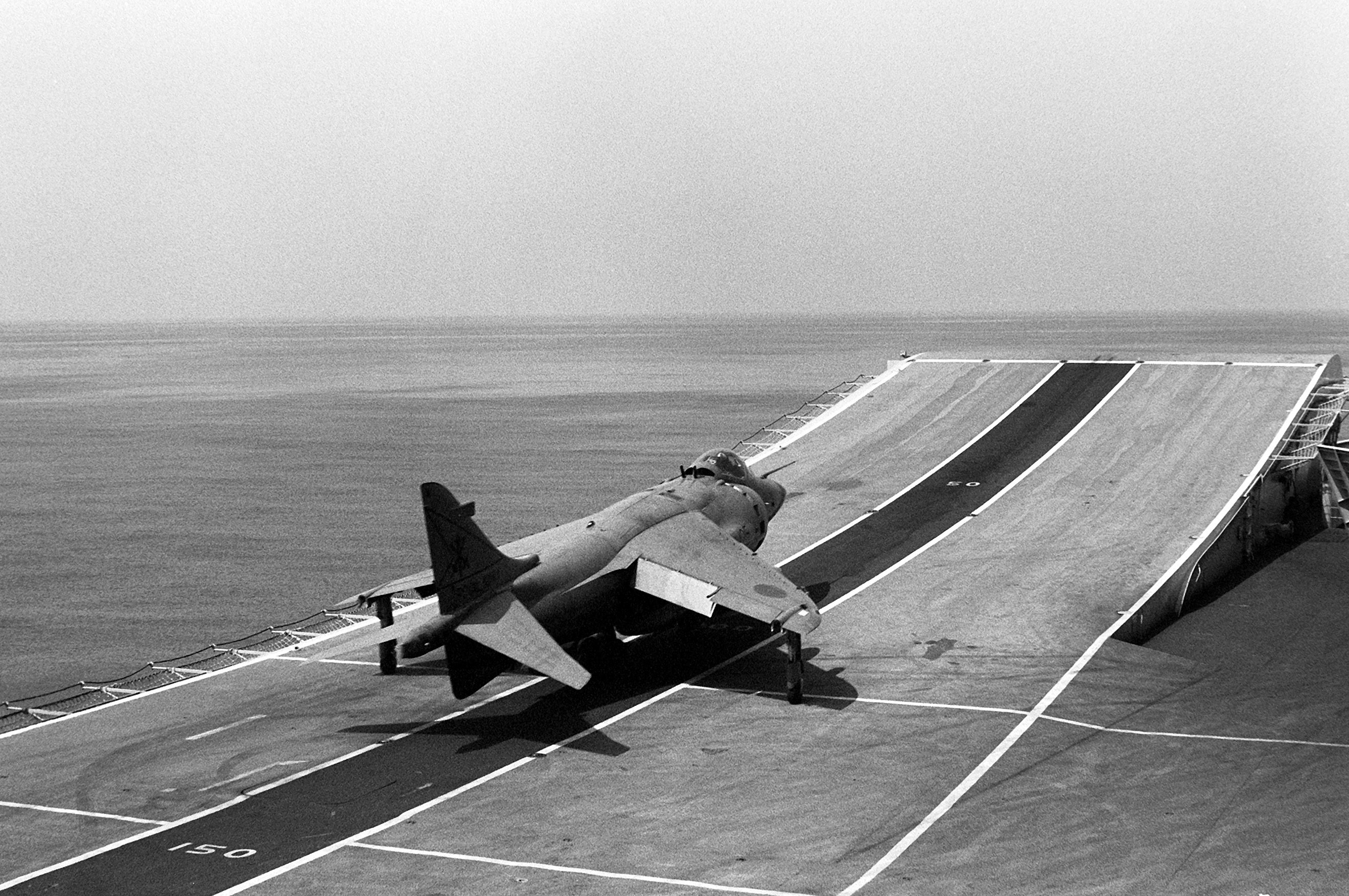
Sea Harrier FRS.1 na letadlové lodi HMS Invincible

Sea Harrier FRS.1
První sériová verze vyráběná v letech 1978 až 1988. Postaveno 57 strojů. Většina dochovaných strojů byla přestavěna na verzi FA2.
Sea Harrier FRS.51
Verze pro indické námořnictvo podobná verzi FRS.1.
Sea Harrier FA2
Vylepšená verze z roku 1988 opatřená radarem Blue Vixen a střelami vzduch-vzduch AIM-120 AMRAAM.

## Dochované letouny

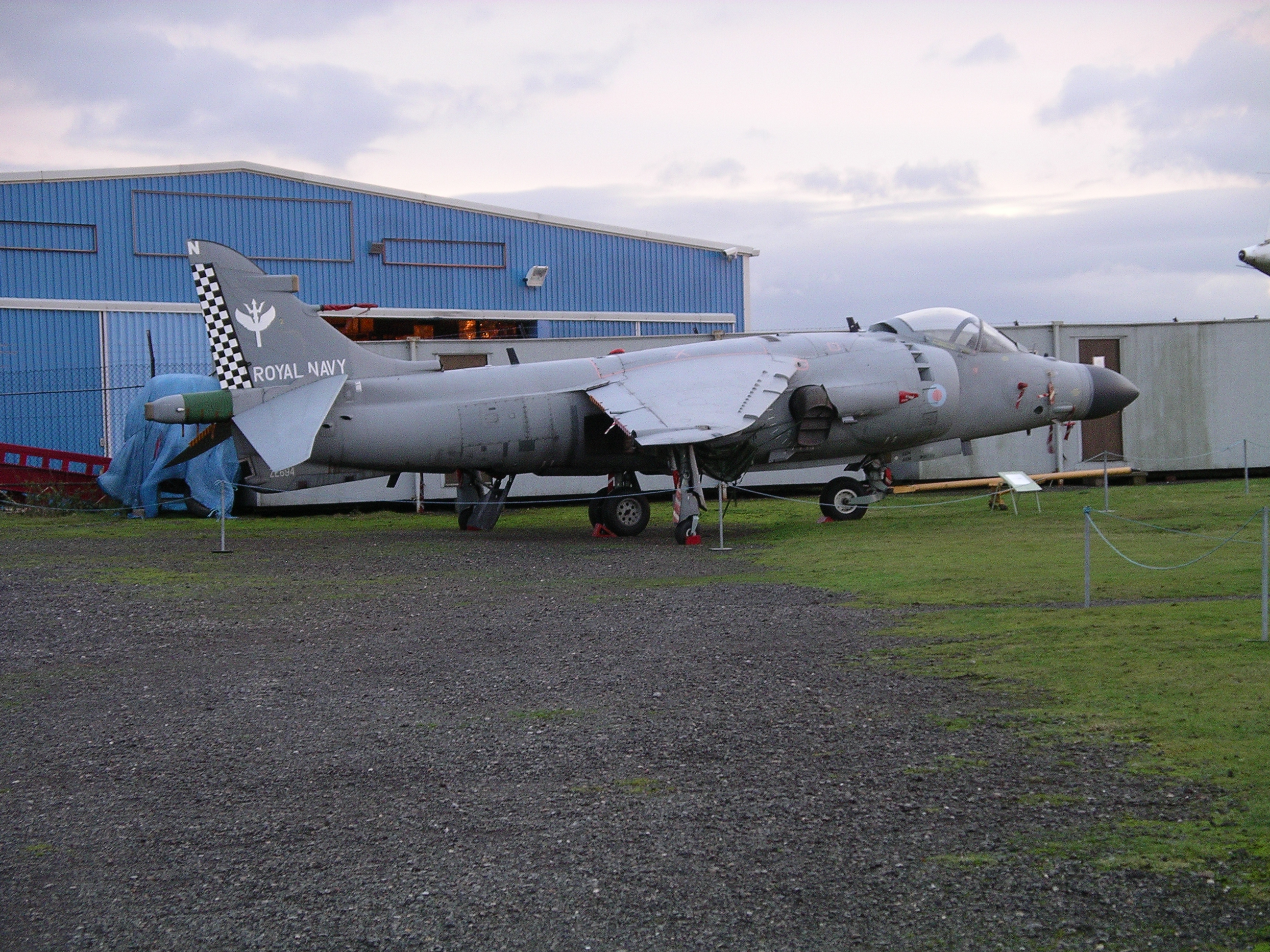
Sea Harrier FA2 ZE694 vystavený v Midland Air Museum

Určitý počet dochovaných letounů je ve vlastnictví muzeí nebo soukromých vlastníků. Několik dalších je používáno k výcviku u Royal Navy School of Flight Deck Operations na letecké základně královského námořnictva Culdrose. Následuje nekompletní seznam dochovaných letounů.
Spojené království
- Devět Sea Harrierů FA2 – XZ440, ZD579, ZE690, ZE692, ZH797, ZH798, ZH802, ZH803, ZH813 – bylo k červnu 2013 stále používáno k výcviku na letecké základně královského námořnictva Culdrose a další 3 letouny (ZD611, ZH804 a ZH811) byly na této základně uskladněny.[84]
- Sea Harrier FA2 ZE694 je vystaven v Midland Air Museum v Coventry.[85]
- Dva Sea Harriery – FRS1 XZ493/001/N a FA2 (XZ499) jsou veřejně vystaveny ve Fleet Air Arm Museum ve městě Yeovilton.[86][87]
- Sea Harrier FRS1/FA2 ZA176 je uchován v Newark Air Museum.
- Sea Harrier FRS1/FA2 XZ457 je vystaven v Boscombe Down Aviation Collection.
- Sea Harrier FA2 ZA195 je vystaven v Tangmere Military Aviation Museum.
- Sea Harrier FA2 XZ459 je uchováván soukromým vlastníkem poblíž letiště Shoreham.
- Sea Harrier T.8 ZD992 byl odepsán po nehodě v Yeoviltonu 16. listopadu 2000, později byl restaurován do neletuschopného stavu společností Everett Aero v Suffolku a nyní je v soukromém vlastnictví poblíž Manchesteru.

Spojené státy americké
- Sea Harrier FA2 XZ439 – umístěn v Nalls Aviation, St.Mary's County, Maryland.[88] Bývalý Sea Harrier FA2 královského námořnictva byl koupen v roce 2006 společností Art Nalls, která strávila další dva roky jeho uvedením do letuschopného stavu. V prosinci 2007 byl letoun poškozen při tvrdém přistání a musel být opraven.[89] Letoun se poprvé objevil na veřejnosti na letecké show ve městě Culpeper, stát Virginie v říjnu 2008.[90] Jedná se o jediný letuschopný Harrier vlastněný soukromou osobou na světě.[88]

## Specifikace (Sea Harrier FA2)

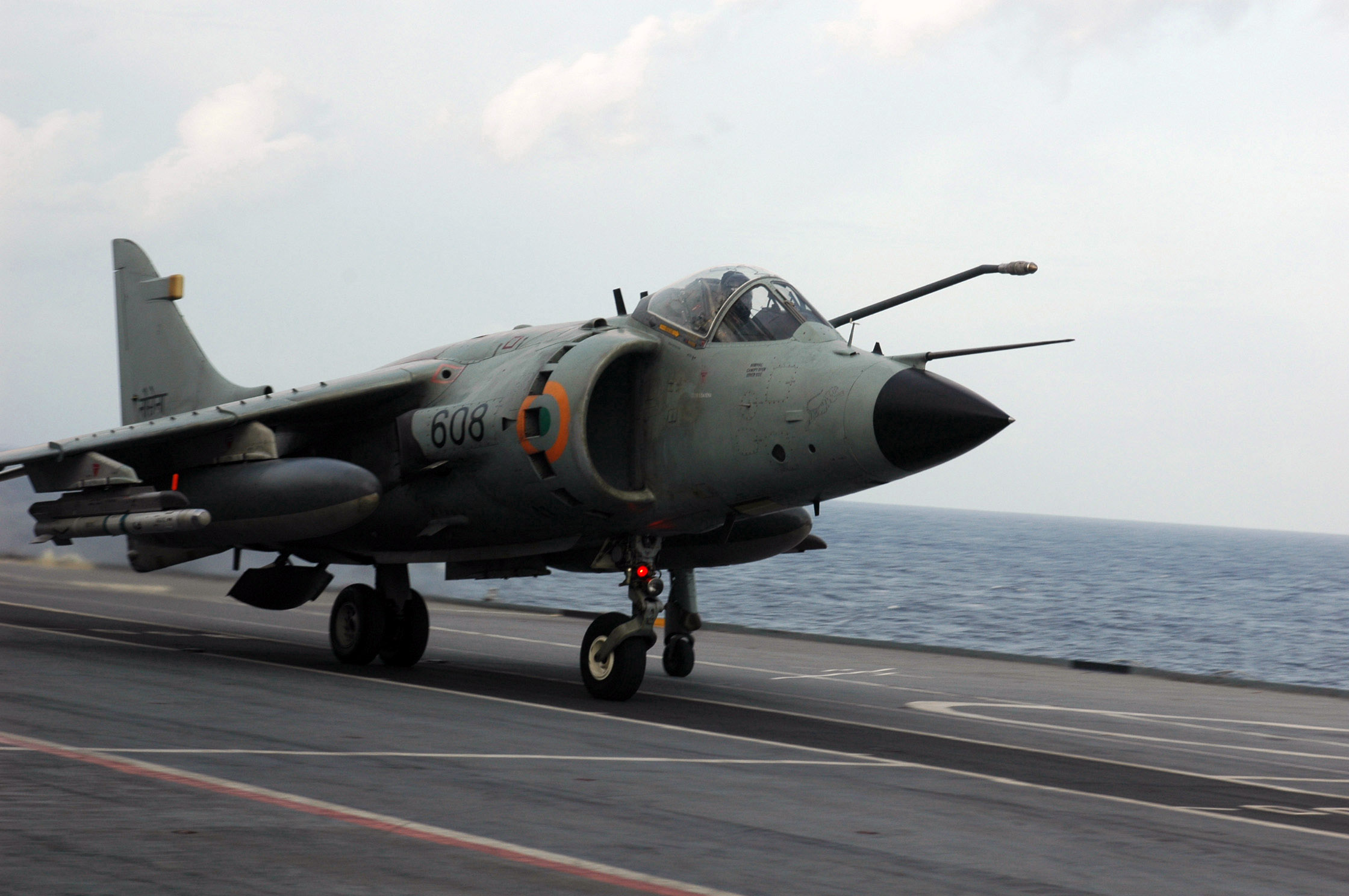
Sea Harrier FRS51 indického námořnictva během vzletu na lodi Viraat

Technické údaje pocházejí z publikací „Combat Aircraft since 1945“, „Encyclopedia of Military Technology and Innovation“, „Encyklopedie letadel světa“ a „The Great Book of Modern Warplanes“.

### Technické údaje
- Posádka: 1
- Rozpětí: 7,6 m
- Délka: 14,2 m
- Výška: 3,71 m
- Nosná plocha: 18,68 m²
- Plošné zatížení: ? kg/m²
- Prázdná hmotnost: 6 374 kg
- Max. vzletová hmotnost: 11 900 kg
- Pohonná jednotka: 1× dvouproudový motor Rolls-Royce Pegasus
- Výkon pohonné jednotky: 95,64 kN

### Výkony
- Cestovní rychlost: ? km/h ve výšce ? m
- Maximální rychlost: 1 182 km/h (735 mph, 635 uzlů) ve výšce ? m
- Dolet: 1 000 km (540 námořních mil)
- Max.přeletová vzdálenost: 3 600 km (1 740 námořních mil)
- Dostup: 16 000 m (51 000 stop)
- Stoupavost: 250 m/s (50 000 stop/min)

### Výzbroj
- 2× letecký kanón ADEN ráže 30 mm zavěšené pod trupem se zásobou 130 nábojů (každý)
- 4× závěs pod křídlem, 1× závěs pod trupem a 2 závěsy pro kanóny pod trupem s celkovou kapacitou 8 000 liber (3 630 kg). Možnost použít zbraně:
  - 4× raketnice pro neřízené rakety Matra ráže 68 mm – 18 raket v raketnici
  - Střely vzduch-vzduch:
    - AIM-9 Sidewinder
    - AIM-120 AMRAAM
    - R550 Magic (Sea Harrier FRS51)

  - Střely vzduch-země
    - ALARM
    - Martel ARM

  - Protilodní střely
    - Sea Eagle

  - Bomby – rozličné neřízené letecké pumy (včetně cvičných bomb o hmotnosti 3 a 14 kg) nebo jaderná puma WE.177[95]
  - Ostatní
    - Kontejnery s průzkumným vybavením
    - 2× odhazovatelná přídavná nádrž pro prodloužení doletu

## Uživatelé
Indie
- Indické námořnictvo

 Spojené království
- Královské námořnictvo

#### Související vývoj
- Hawker Siddeley Harrier
- McDonnell Douglas AV-8B Harrier II
- British Aerospace Harrier II

#### Podobná letadla
- Boeing X-32
- Lockheed Martin F-35 Lightning II
- Jakovlev Jak-38